# Чемское
Чемское — село в Тогучинском районе Новосибирской области. Административный центр Чемского сельсовета.

## География
Площадь села — 198 гектаров.

## Население
| 2002 | 2007 | 2010 |
| ---- | ---- | ---- |
| 591  | ↘532 | ↘510 |

## Инфраструктура
В селе по данным на 2007 год функционируют 1 учреждение здравоохранения и 2 учреждение образования.

## Известные уроженцы
- Лапин, Иван Васильевич (1914—1979) — советский военнослужащий, капитан, Герой Советского Союза.